# باغچه‌جیک (ایسجه‌حصار)
باغچه‌جیک (به ترکی استانبولی: Bahçecik) یک منطقهٔ مسکونی در ترکیه است که در ایسجه‌حصار واقع شده‌است.